# МакКэндлесс, Пол
По́л Бра́унли МакКэ́ндлесс Мл. (анг. Paul Brownlee McCandless jr ; род. 24 марта 1947, Индиана, США) — американский джазовый музыкант, саксофонист.

## Биография
Пол МакКэндлесс родился в музыкальной семье. Его отец. который также играл на гобое и английском рожке, научил его играть на кларнете, а мать на фортепиано. Он учился в Манхэттенской музыкальной школе.
В 1971 году он прошёл прослушивание в Нью-Йоркский филармонический оркестр с английской валторной и стал финалистом.

## Музыкальная карьера
МакКэндлесс выпустил серию пластинок собственных композиций с группами, которыми он руководил, включая All the Mornings Bring ( Elektra / Asylum, 1979), Navigator (Landslide, 1981), Heresay (Windham Hill, 1988), Premonition (Windham Hill, 1992).
С Орегоном он записал более двадцати альбомов, а также несколько альбомов с Полом Винтером. В 1996 году МакКэндлесс получил премию Грэмми в номинации «Лучшая инструментальная поп-музыка» с Белой Флек и группой Flecktones.
Он также выиграл Грэмми в 2007 и 2011 годах с Полом Винтером Консортом  за «Лучший альбом New Age» и в 1993 году за альбом Эла Джарро Heaven and Earth.
Его выступление на альбоме Oregon 1000 Kilometers было номинировано на премию Грэмми 2009 года в категории «Лучшее джазовое инструментальное соло». Он выиграл опрос критиков DownBeat в номинации «Лучшее установленное комбо», премию Deutscher Schallplatten Preis за свой альбом Ectopia и награду Arbeitskreis Jazz im Bundesverband der Phonographishen Wirtschaft Gold Record Award.

## Концертная деятельность
В 1985 году МакКэндлесс гастролировал по Европе с басистом Барре Филлипсом и немецким кларнетистом Тео Йоргенсманном . Он был приглашенным музыкантом с Béla Fleck and the Flecktones, появился на альбоме Greatest Hits of the 20th Century 1999 года и альбоме 2002 года Live at the Quick, а также гастролировал с табла-музыкантом Сандипом Берманом. В конце 1990-х он был гостем на Leftover Salmon и The String Cheese Incident.
Он вышел на сцену в дуэте с пианистом Артом Ланде, с которым записал альбом Skylight. С 2013 года он регулярно играет в Европе с Samo Salamon Bassless Trio.
МакКэндлесс занимается классической музыкой. В качестве солиста оркестра он выступал с Камерным оркестром Camerata Мехико, Камерным оркестром Святого Павла , Филадельфийским оркестром, Филармоническим оркестром Буффало , Филармоническим оркестром Лос-Анджелеса и Симфоническим оркестром Штутгартского радио.
Три оркестровые партитуры Пола можно услышать на альбоме « Орегон в Москве ». Вступительный трек Round Robin был номинирован на Грэмми в категориях «Лучшая инструментальная композиция» и «Лучшая инструментальная аранжировка» в 2001 году.
В 2014 году МакКэндлесс начал выступать с джазовым трио Charged Particles из Сан-Франциско, в том числе открыл с ними джазовый фестиваль в Сан-Луис-Обиспо в 2015 году и стал хэдлайнером Стэнфордского джазового фестиваля.
Квартет выступал в Birdland в Нью-Йорке, Blues Alley в Вашингтоне, округ Колумбия, Yoshi's Jazz Club, The Musical Instrument Museum в Фениксе, The Dakota Jazz Club и других местах по всей территории Соединенных Штатов.
В 2017 году McCandless и Charged Particles гастролировали по Индонезии в течение десяти дней, с выступлениями в джаз-клубе Motion Blue в Джакарта, Jazz Centrum в Сурабая, и на фестивале Jazz Gunung Bromo на горе Бромо.
Он играл с несколькими другими музыкантами, включая Эберхарда Вебера, Майкла Ди Паскуа  или Дэвида Дарлинга. На двойном концерте в Орегоне МакКэндлс импровизировал на втором выступлении с Андреасом Волленвейдером . В качестве аккомпаниатора он работал с Билли Хартом, Джоном Скофилдом, Нгуен Ле, Джерри Гудманом, Збигневом Зайфертом, Эдди Гомесом, Белой Флек, Бобом Мозесом и Пьерлуиджи Бальдуччи  .
С духовым октетом он реализовал свои собственные композиции третьего течения.

## Награды
За свою работу в качестве композитора и аранжировщика над альбомом « Орегон в Москве » (2000) МакКэндлесс был номинирован на премию «Грэмми» в двух категориях в 2002 году.